# Hugo Schuchardt
Hugo Ernst Mario Schuchardt (Gotha, Turíngia, 4 de febrer de 1842 - Graz, Estíria, Àustria, 21 d'abril de 1927) fou un lingüista alemany, conegut per la seva obra rellevant sobre les llengües romàniques, el basc, i les llengües mixtes, com els pidgins, criolls i la llengua franca mediterrània.

## Vida
Hugo Schuchardt va estudiar Filologia Clàssica i Romànica a Jena amb August Schleicher i, des de 1861, a Bonn amb Friedrich Diez. El 1864 es va doctorar amb la tesi De sermonis Romani plebei vocalibus, publicada el 1866–1868 en alemany en tres volums Der Vokalismus des Vulgärlateins ("El vocalisme del llatí vulgar"). Després de passar uns anys a la Suïssa francòfona i a Itàlia, el 1870 es va habilitar a la Universitat de Leipzig amb la tesi Über einige Fälle bedingten Lautwandels im Churwälschen ("Alguns casos d'evolució fonètica condicionada en romanx") i la "Probevorlesung" Über die Klassifikation der romanischen Mundarten ("Sobre la classificació de les llengües romàniques", publicat el 1900). El 1873 va ser nomenat professor a la Universitat de Halle, però el 1876 es va traslladar a la Universitat de Graz, on va restar fins a la seva jubilació del 1900. El 1885 va rebre el Premi Volney pel seu llibre Slawo-deutsches und Slawo-italienisches ("eslavo-alemany i eslavo-italià"). Va restar fins a la seva mort a Graz, i va llegar la seva casa, Villa Malvina, i la seva fortuna per crear una fundació per a promocionar la recerca i la formació en lingüística i romanística.

## Obra
Els anys 70 va fer viatges de recerca lingüística a Gal·les (1875) i Espanya (1879), on recollí dades i contactà amb estudiosos amb qui mantindria posteriorment relació epistolar. En aquesta època va interessar-se per dos àmbits nous i diferents de la romanística: el basc i la lingüística de les llengües criolles, i es va convertir així en un pioner en la recerca científica d'aquests àmbits. En els anys 80 es va interessar també pel Volapük ("Auf Anlass des Volapüks" 1888), una llengua artificial mundial per facilitar la comprensió entre els diferents pobles, com l'esperanto. En els mateixos anys 80 va publicar la famosa crítica a la neogramàtica: Über die Lautgesetze. Gegen die Junggrammatiker ("Sobre les lleis fonètiques. Contra els neogramàtics", 1885).
El 1887 va fer una estada de quatre mesos a Sara (Lapurdi), organitzada per Louis Lucien Bonaparte, on recollí dades lingüístiques i, pel que sembla, aprengué basc. Fou l'única estada que feu en territori basc, però en resultaren una gran quantitat d'articles, més de cent, de temes basco-romànics. També va discutir l'origen del basc, arrenglerant-se amb la hipòtesi basco-ibèrica.
Després de la seva jubilació feu encara nombrosos viatges de recerca al sud d'Itàlia (set mesos, el 1901), Egipte (quatre mesos, el 1903) o Escandinàvia (quatre mesos, el 1904). També d'aquesta època és la construcció de la Vil·la Malvina, per acollir la seva extensa biblioteca i on va viure fins a la seva mort.
Durant la primera Guerra Mundial tingué posicions nacionalistes i, decepcionat amb la "pau injusta" i l'irredentisme italià o el nacionalisme francès, va abandonar els estudis i els contactes amb els estudiosos dels països romànics i es va dedicar principalment al basc.